# Acciaio armonico
L'acciaio armonico è un acciaio al silicio ad alto tenore di carbonio (0,80 - 0,90 %), quindi particolarmente duro (durezza 240 della scala di Brinell, carico di rottura 1400-1700 MPa, carico di snervamento 1150 MPa, allungamento 5%), temprato in olio 780-800 °C. Con la ricottura diventa plastico; una volta formato, si procede alla tempra, e acquisisce elasticità. Viene ampiamente usato per la realizzazione di molle, clip elastiche o corde per strumenti musicali. Anche moderne armi bianche sono fatte in acciaio armonico.
Ogni componente in acciaio armonico può essere deformato fino ad una certa tensione del materiale (limite elastico), senza deformazione permanente per ritornare poi allo stato iniziale. La proprietà del materiale che permette questo è l'elasticità. Eventuali deformazioni ulteriori portano alla deformazione plastica.
Ad esempio il materiale 38Si7 ha un carico di snervamento di almeno 1150 MPa (abbinato ad un carico di rottura a trazione da 1300 a 1600 MPa), a fronte di 235 MPa per l'acciaio S235JR (resistenza a trazione 360 MPa). La differenza principale è in questo caso il rapporto di resa, cioè il rapporto di snervamento a trazione del materiale, che solitamente è maggiore dell'85%.

## Produzione
L'elasticità come una caratteristica importante di una molla in acciaio si ottiene facendo una lega con le giuste proprietà. Un elemento legante, che favorisce quest'ultima è, tra gli altri, il silicio; importante per ottenere una distribuzione uniforme del contenuto di carbonio. Per un componente in acciaio elasticamente caricato, è importante che la durezza del materiale sia distribuita in modo uniforme attraverso la sezione trasversale. I processi industriali sono finalizzati ad una distribuzione molto uniforme degli elementi di lega nell'acciaio.

## Esempi di designazione

### Norme europee
| Designazione | Materiale-Nr. | Esempi di utilizzo                  | Norma    | designazione DIN |
| ------------ | ------------- | ----------------------------------- | -------- | ---------------- |
| 38Si7        | 1.5023        | seeger, molla                       | EN 10089 |                  |
| 61SiCr7      | 1.7108        | molla a foglie, molla a spirale     | EN 10089 | 60SiCr7          |
| 52CrMoV4     | 1.7701        | molla con grosse dimensioni         | EN 10089 | 51CrMoV4         |
| 51CrV4       | 1.8159        | spina elastica                      | EN 10089 | 50CrV4           |
| C67E / C67S  | 1.1231        | molle di precisione, spina elastica | EN 10132 | Ck67             |

### Norme statunitensi
| designazione SAE(ASTM)                    | Composizione                                                | Snervamento                      | Durezza HRC | Durezza massima HRC | Note                                           |
| ----------------------------------------- | ----------------------------------------------------------- | -------------------------------- | ----------- | ------------------- | ---------------------------------------------- |
| 1074/1075                                 | 0.70-0.80% C, 0.50-0.80% Mn, max. 0.040% P, max. 0.050% S   |                                  | 44–50       | 50                  | scaleless blue steel                           |
| 1095 (A684)                               | 0.90-1.03% C, 0.30-0.50% Mn, max. 0.040% P, max. 0.050% S   | 60–75 ksi (413-517 MPa) Annealed | 48–51       | 59                  | blue spring steel                              |
| 5160 (A689)                               | 0.55-0.65% C, 0.75-1.00% Mn, 0.70-0.90% Cr                  | 97 ksi (669 MPa)                 |             | 63                  | chrome-silicon spring steel; fatigue-resistant |
| 9255                                      | 0.50-0.60% C, 0.70-0.95% Mn, 1.80-2.20% Si                  |                                  |             |                     |                                                |
| 301 Spring-tempered inox ferritico (A666) | 0.08-0.15% C, max. 2.00% Mn, 16.00-18.00% Cr, 6.00-8.00% Ni | 147 ksi (1014 MPa)               |             | 42                  |                                                |

## Norme
- DIN 1570 Warmgewalzter gerippter Federstahl; Maße, Gewichte, zulässige Abweichungen, statische Werte; 1.2004 ersetzt durch DIN EN 10092-2
- DIN 4620 Federstahl, warmgewalzt, mit gerundeten Schmalseiten für Blattfedern; 1.2004 ersetzt durch DIN EN 10092-1
- DIN 17221 Warmgewalzte Stähle für vergütbare Federn; 4.2003 ersetzt durch DIN EN 10089
- DIN 17222 Kaltgewalzte Stahlbänder für Federn; 5.2000 ersetzt durch DIN EN 10132-1 und DIN EN 10132-4
- DIN 17223-1 Runder Federstahldraht - Patentiert-gezogener Federdraht aus unlegierten Stählen; 12.2001 ersetzt durch DIN EN 10270-1
- DIN 17223-2 Runder Federstahldraht - Ölschluss vergüteter Federstahldraht aus unlegierten und legierten Stählen; 12.2001 ersetzt durch DIN EN 10270-2
- DIN 17224 Federdraht und Federband aus nichtrostenden Stählen; 2.2003 ersetzt durch DIN EN 10151 und DIN EN 10270-3
- DIN 59145 Federstahl, warmgewalzt, mit halbkreisförmigen Schmalseiten; 1.2004 ersetzt durch DIN EN 10092-1
- DIN 59146 Federstahl, warmgewalzt, mit rechteckigem Querschnitt und gerundeten Kanten für Blattfedern; 1.2004 ersetzt durch DIN EN 10092-1
- Euronorm 89 Legierte Stähle für warmgeformte vergütbare Federn; Gütevorschriften; 12.2002 ersetzt durch DIN EN 10089